# 춘성대교
춘성대교(春城大橋)는 강원특별자치도 춘천시 남산면과 서면을 잇는 북한강의 다리이며 총 연장은 850m이다.
국도 제46호선이 통과하며 1989년에 개통이 되었다. 개통 당시에는 왕복 2차로였으나 1999년에 신설 교량이 완공되어 왕복 4차로로 되었다.